# Gaius Valerius Pudens
Gaius Valerius Pudens war ein zu Ende des 2. und Beginn des 3. Jahrhunderts n. Chr. nachweisbarer römischer Senator und Suffektkonsul.

## Leben
Gaius Valerius Pudens stammte aus Cuicul (heute Djémila in Algerien). Vor seinem Suffektkonsulat im Jahr 193 war er Statthalter (legatus Augusti pro praetore) von Pannonia inferior, wie drei von ihm in Aquincum gesetzte Inschriften belegen.
Danach folgte das Amt eines konsularen Statthalters von Germania inferior um 197–198. Die über letztere Tätigkeit berichtende Inschrift setzte die cohors XV voluntariorum dem Septimius Severus und Caracalla aus Dank für die Restaurierung des altersschwachen Zeughauses zu Roomburg (Holland), die unter der Aufsicht des Caecilius Bato während der Amtszeit des Valerius Pudens erfolgte.
Als Statthalter von Britannien fungierte Valerius Pudens von etwa 202 oder 203 bis 205 oder 206. Wahrscheinlich wegen neuer Aufstände des Stammes der Briganten ließ er laut einer in Bainbridge aufgefundenen Inschrift weitere Kasernen für römische Soldaten errichten.
Schließlich ist bekannt, dass Valerius Pudens um 210/211 das Amt eines Prokonsuls von Africa übernahm. In dieser Eigenschaft gestattete er, wie die in der vorigen Anmerkung erwähnte Inschrift lehrt, die Überführung der Statue eines Gottes mit Bronzepferd in einen neuen, vom Flamen Publius Opstorius Saturninus gestifteten Tempel in der civitas Vazitana Sarra. Nach der Darstellung von Lambertz muss es sich dabei um einen von Opstorius Saturninus vor 212 errichteten Äskulaptempel handeln. Der christliche Schriftsteller Tertullian berichtet über die Amtszeit des Valerius Pudens in Africa, dass er die Christen sehr mild behandelt habe. Einen vor ihm angeklagten Christen habe er nicht verurteilt, weil er aus den Vernehmungsakten ersehen habe, dass der Christ nur der Rache des Denunzianten zum Opfer fallen sollte und daher aus unehrlichen Motiven vor Gericht gezogen worden sei.